# PowerColor
Powercolor Computer, Inc. (kurz PowerColor, nicht zu verwechseln mit Colour Power, dem früheren Namen von Club 3D) ist ein US-amerikanisches Hardware-Unternehmen mit Sitz in Kalifornien, das 1997 von der TUL Corporation (Hauptsitz in Taiwan) gegründet wurde. Heute zählt PowerColor weltweit zu den größten Herstellern von Grafikkarten.

## Herstellungsanlagen

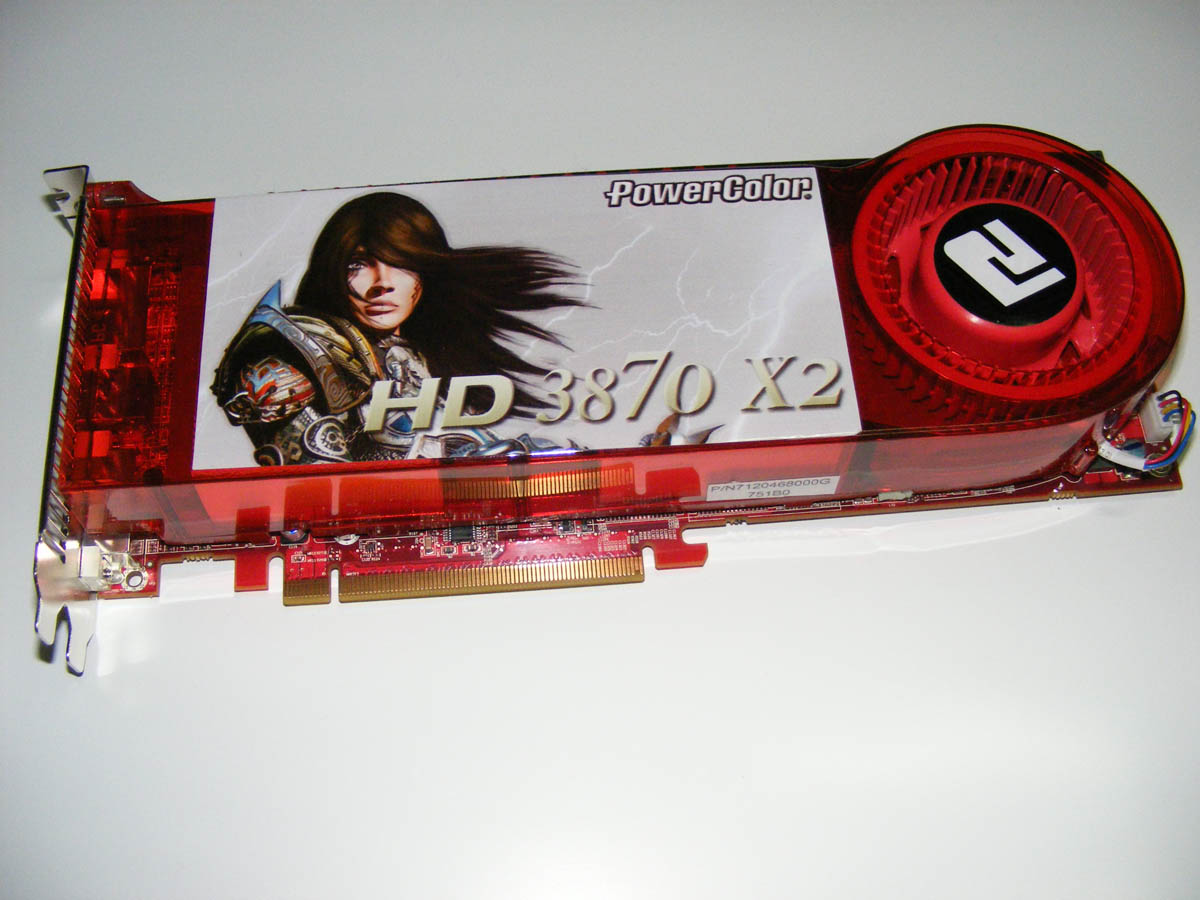
PowerColor HD 3870 X2

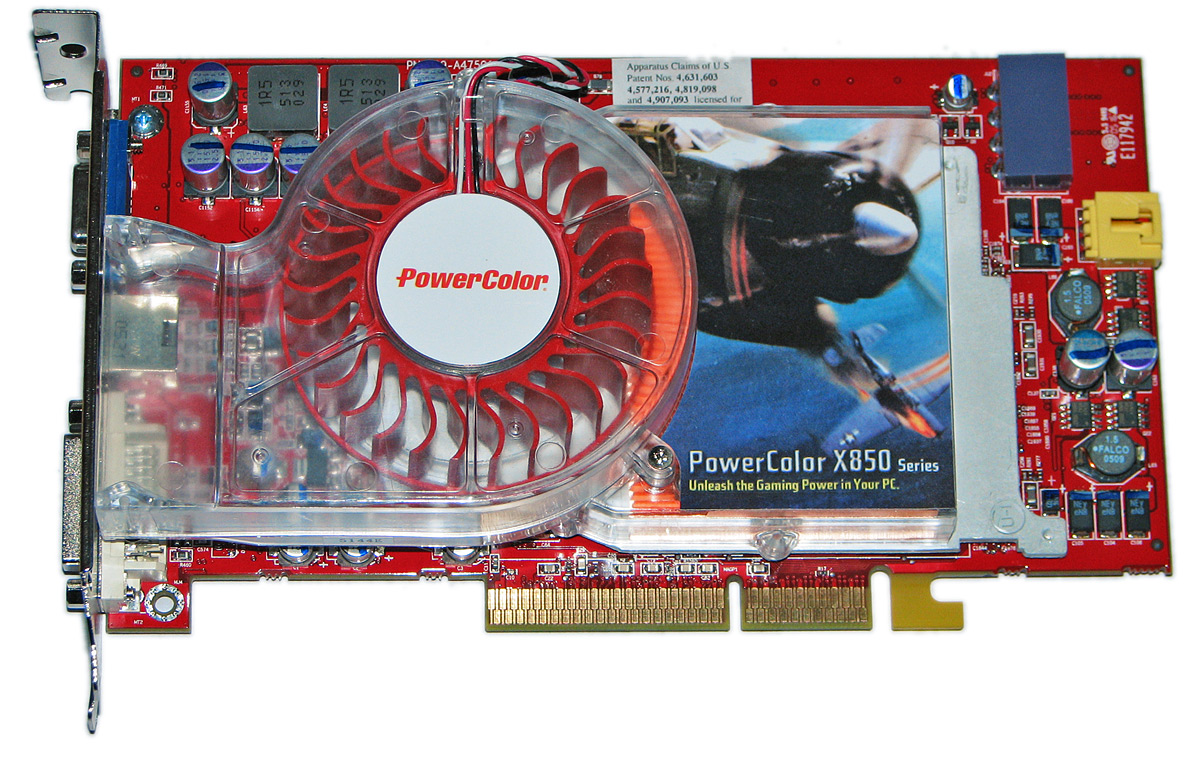
PowerColor X850

Die Mehrheit der PowerColor-Grafikkarten werden von Foxconn, welcher auch alle drei aktuellen Konsolen und Apple Computer produziert, hergestellt.

## Produkte
PowerColor stellt größtenteils Grafikkarten mit Chips auf AMD-Radeon-Basis her, allerdings werden auch Grafikkarten mit Nvidia-Chips unter dem Namen „Zogis“ hergestellt. Das Unternehmen stellt die Karten für Low-End- sowie auch für High-End-Rechner (meist Gamer-Computer) her. Letztere besitzen nicht selten eine Werksübertaktung.
Neben Grafikkarten stellt PowerColor auch Gehäuse und Netzteile her. Jedoch werden primär Grafikkarten erzeugt.

### Auszeichnungen
PowerColor erhielt bis heute zahlreiche Auszeichnungen. Eine Liste aller Auszeichnungen ist auf der offiziellen Website zu finden.

## Support
PowerColor gewährt für alle Produkte zwei Jahre Garantie. Um eine Warenrücksendung zu tätigen, muss sich der Käufer beim „PowerColor User Club“ einloggen und das Produkt erst registrieren. Warenrücksendungen können nur aus Nordamerika getätigt werden und der Käufer muss die Kosten für den Versand selbst tragen. Seit dem 1. Mai 2009 müssen Käufer 12,00 USD zahlen, um Produkte zurückzusenden, deren Kauf länger als 90 Tage zurückliegt.